# مونتي ليناس
مونتي ليناس، (بالإنجليزية: Monte Linas)‏، هو جبل صخري، في مقاطعة جنوب سردينيا، في جنوب غرب سردينيا، إيطاليا. يتكون معظمها من الجرانيت، ويتضمن العديد من الرواسب المعدنية، مثل الزنك، والرصاص. تشمل القمم بيردا دي سا ميسا (1,236 م)، أعلى قمة في جنوب سردينيا، مونتي ليسون (1082 م)، بونتا دي سان ميالي (1062 م) ، بونتا ماجوسو (1023 م).